# Mégalithisme au Portugal
Cet article recense les sites mégalithiques encore visibles au Portugal.

## Historiographie
Les premières études sur le mégalithisme au Portugal n’apparaissent que dans le dernier quart du XIXe siècle. Elles correspondent à des descriptions sommaires ou des inventaires de monuments existant correspondant à des zones bien localisées. Ces études parcellaires, sans réelles exigences archéologiques, présentent cependant l'intérêt d'avoir contribué à la préservation de sites qui auraient probablement disparus sinon. Les fortes concentrations de sites mégalithiques dans le Centre et le Sud du Portugal ont longtemps entraîné un moindre intérêt pour les sites du Nord du pays. Les premiers travaux de synthèse sur le mégalithisme septentrional sont d'ailleurs le fait d'archéologues non portugais (Georg Leisner (de) en 1938, L. Cuevillas en 1948) et la monumentale étude des époux Leisner (1943-1965) sur le mégalithisme de la péninsule ibérique néglige les sites du Nord-Ouest du pays.

## Monuments mégalithiques

### Menhirs
Les plus grandes concentrations de menhirs de la péninsule ibérique sont situées dans le sud du Portugal (Alentejo central et Algarve occidental). Elles se caractérisent aussi par la taille, la quantité des monolithes et la complexité des ensembles. Les menhirs sont très majoritairement constitués de roches sédimentaires correspondant au substrat géologique local : roches métamorphiques (granite, gneiss) dans l'Alentejo, roches sédimentaires calcaire, grès) dans l'Algarve mais les discordances sont fréquentes entre la nature du monolithe et le substrat rocheux du site d'implantation, ce qui implique qu'il y a eu transport.
L'Alentejo concentre le plus grand nombre de sites (87 sites pour un total de 374 menhirs), les plus grands ensembles de menhirs et les menhirs de plus grande dimension (Meada). Ce sont des menhirs aux formes brutes, ovoïdes, correspondant à des blocs extraits de chaos naturels, sans façonnage. Beaucoup ont été implantés en haut de pentes exposées au levant. Les enceintes mégalithiques correspondent peu ou prou à des caractéristiques communes (implantation, forme et proportions du monument) avec des variantes dans les dimensions : l'enceinte classique est en forme de fer à cheval et ouvre au levant. La plus grande enceinte connue, celle d'Almendres, correspondait à cette forme initiale mais elle a été modifiée par des ajouts ultérieurs. La plupart des menhirs de l'Alentejo ne comportent aucun décor mais quelques uns sont ornés d'un décor de gravures en bas-relief (crosses, croissants lunaires, cercles, figures rectangulaires ou trapézoïdales, lignes ondulantes). Ils sont ont été dressés entre le Néolithique ancien et l'âge du fer (Alentejo central).
Les menhirs de l'Algarve sont concentrés dans l'ouest de la province (80 sites pour un total de 259 menhirs) avec une raréfaction progressive de l'occident vers l'orient. Les formes coniques à cylindriques sont les plus courantes, la plupart des blocs naturels ayant été facilement façonnés en raison de la faible dureté du matériau. Ce sont des menhirs de taille petite (certains pourraient être qualifiés de bétyles) à moyenne (aucun ne dépasse 4 m de hauteur). Les menhirs de l'Algarve se distinguent par leur décoration peu variée (motifs géométriques, lignes parallèles) mais fréquente (plus de la moitié d'entre eux sont décorés). Ils sont généralement isolés et associés à des vestiges d'habitats néolithiques en l'absence de tout mégalithisme funéraire. La plupart des exemplaires ont été découverts renversés et les rares ensembles étaient totalement désorganisés. Deux datations au radiocarbone obtenus près du menhir de Pedrao correspondent à des valeurs calibrées comprises durant la seconde moitié du VIe millénaire av. J.-C..

### Tumuli
Les tumuli (« mamoas » en portugais) sont très fréquents dans le Nord du Portugal où plus d'un millier d'entre eux ont été inventoriés. La plupart sont bâtis en terre et avec de petites pierres, rarement constitués uniquement de pierres de forme plus ou moins circulaires (« mamelliforme » comme l'indique le mot portugais « mamoa »). Leurs dimensions, post-érosion, varient entre 0,50 m et 2 à 3 m de hauteur pour des diamètres allant de 6 à 8 m jusqu'à 20 à 30 m. Ils sont  généralement groupés en noyaux (de 2 à 5 tumulus) eux-mêmes regroupés dans des nécropoles plus vastes, ou isolés. La plupart ont été édifiés sur des plateaux, correspondant à des lieux de passage, généralement au-dessus de 700 m d'altitude. À l'origine, ils recouvraient une structure mégalithique de type dolmen ou ciste. La fonction du tumulus ne se limite pas à la seule protection de la sépulture. Dans bien des cas, il doit comporter une fonction symbolique, sa taille et son volume étant sans commune mesure avec la chambre qu'il renferme (Outeiro de Gregos n°2 et 3).

### Dolmens et cistes
Les dolmens, appelés « antas » dans le Sud et « orcas » dans le Centre du pays, peuvent être classés en trois groupes : les dolmens simples, les dolmens à couloir et les dolmens à vestibule. Les dolmens simples, avec une chambre polygonale ou rectangulaire, ouverte (avec une entrée latérale) ou fermée (polygone parfait), sont les plus nombreux. On peut distinguer deux sous-groupes parmi les dolmens à couloir : des dolmens « classiques » avec une chambre bien distincte de son couloir et des monuments plus élaborés où les espaces sont moins différenciés,. Les dolmens à vestibule se démarquent par leur entrée marquée de part et d'autre par deux orthostate longues et basses. Les cistes correspondent à des chambres sub-mégalithiques à plan rectangulaire avec un accès par le haut de l'édifice (la ou les dalles de couverture étant amovibles). Certaines cistes disposent d'un espace intérieur bien plus vaste que celui des dolmens, il ne s'agit probablement donc pas de sépultures individuelles. Les cistes sont associées aux dolmens dans des nécropoles.

### Stèles et statues-menhirs
Dans le cas de la Péninsule Ibérique, selon la classification établie par Almagro Basch en 1966, on regroupe sous le vocable de « stèles » tout un ensemble de monuments pré et protohistoriques subdivisés en trois sous-groupe : les « stèles de type Alentejo », les « stèles de type Estramadura » et les « stèles anthropomorphes », ces dernières s'apparentant aux statues-menhirs.
C'est dans le nord du pays dans une zone encadrant le Douro qu'elles sont les plus nombreuses : Boulhosa, Casal, Ermida, San Bartolmeu do Mar, Chaves, Faiões, Bouça, Cabeço da Mona, Quinta do Couquinho, Moncorvo, Santa Luzia, Longroiva, Chã do Brinco, San João de Ver.

## Art mégalithique
Plusieurs dolmens sont ornés de gravures, d'autres de peintures et certains sont simultanément peints et gravés : Fonte Coberta, Alijó, Padrão (pt), Antelas (pt), Lubagueira, Juncais. Les motifs sont communs avec ceux du corpus européen néolithique : serpentiformes, corniformes, crosses, soléiformes et figures anthropomorphes. Les figures anthropomorphes n'y tiennent pas la place principale : elles sont incluses dans un ensemble de motifs géométriques ou figuratifs recouvrant une orthostate qui pourrait symboliser le cosmos. Quand plusieurs individus sont représentés, ils sont d'inégales dimensions. Sur quelques rares représentations, la figure humaine interagit avec des animaux : chien (Juncais, Vale da Casa), cheval (Tripe, Vale da Casa), cerf (Fraga d'Aia, Vale da Casa, Juncais).

## Inventaire
En raison du nombre de sites sur l'intégralité du pays, l'inventaire est subdivisé en listes par district :
- Aveiro
- Beja
- Braga
- Bragance
- Castelo Branco
- Coimbra
- Évora
- Faro
- Guarda
- Leiria
- Lisbonne
- Portalegre
- Porto
- Santarém
- Setúbal
- Viana do Castelo
- Vila Real
- Viseu

Les îles des Açores et de Madère, qui ne furent peuplées qu'à partir du XIVe et XVe siècles, ne comportent aucun site mégalithique préhistorique.